# Esteve Garriga i Pla
Esteve Garriga Pla (Girona, ? - Tampico, Tamaulipas, Mèxic, 1975) fou un mestre, exiliat polític i fundador de l'Instituto-Escuela de Tampico a Mèxic.
Mestre a Vilobí d'Onyar i Sant Hilari Sacalm durant la Segona República Espanyola. Marxà a l'exili amb l'ocupació de Catalunya per les tropes franquistes. Viatjà fins a Bordeus on embarcà cap a Mèxic. On arribarà el 27 de juliol de 1939. Durant el viatge a bord del transatlàntic "Mexique" es casà amb Roser Carreras i Bofill també mestra.
Un cop a Mèxic participà en la creació de la Federación Española de Trabajadores de la Enseñanza en el Exilio, de la qual fou un dels seus dirigents destacats.
Professors i mestres exiliats, amb l'ajut i la solidaritat del sindicalisme docent mexicà, fundaren diversos centres educatius sota la comuna denominació de col·legis Cervantes i sota la tutela d'un mateix patronat, el patronat Cervantes, El qual va presidi Joan Roura-Parella. Un d'aquests centres fou l'Instituto-Escuela de Tampico impulsat i dirigit per Esteve Garriga. Va ser un dels més nombrosos del Patronato Cervates que, el 1943, atenia prop de cinc-cents alumnes atesos per dinou professors. Garriga i Pla el dirigí fins a la seva defunció el 1975.
L'Instituto-Escuela de Tampico, nom que evocava les institucions educatives renovadores de Madrid i Barcelona, gaudí d'un notable reconeixement per romandre fidel a les pràctiques educatives impulsades durant la II República espanyola. Els seus mètodes pedagògics basats en l'anàlisi i no en el memorisme, la participació activa de l'alumne en l'ensenyament o les experiències pràctiques foren algunes de les notes distintives de la institució.